# Gare de Breitenbach
Gare de Breitenbach vasútállomás Franciaországban, Breitenbach-Haut-Rhin településen.

## Vasútvonalak
Az állomást az alábbi vasútvonalak érintik:
- Colmar–Metzeral-vasútvonal

## Kapcsolódó állomások
A vasútállomáshoz az alábbi állomások vannak a legközelebb:
- Gare de Luttenbach-près-Munster
- Gare de Muhlbach-sur-Munster